# Макфакс
Макфакс (на македонска литературна норма: Макфакс) е частна информационна агенция в Северна Македония.
Разпространява новините си на македонски, албански и английски език.

## История
Макфакс е създаден през месец август 1992 година в град Скопие. Основател на Макфакс е Ристо Поповски. От 2012 година главен и отговорен редактор на Макфакс е Серьожа Неделкоски.